# Lisowicia
Lisowicia („pocházející z Lisowic“) byl rod obřího terapsida ze skupiny Dicynodontia. Žil v období pozdního svrchního triasu (pozdní nor až raný rét; asi před 205 miliony let) na území dnešního jižního Polska (okolí města Lisowice v Horním Slezsku). Původně byl objev tohoto obřího synapsida oznámen roku 2008, tehdy však ještě nedostal vlastní vědecké jméno.

## Popis

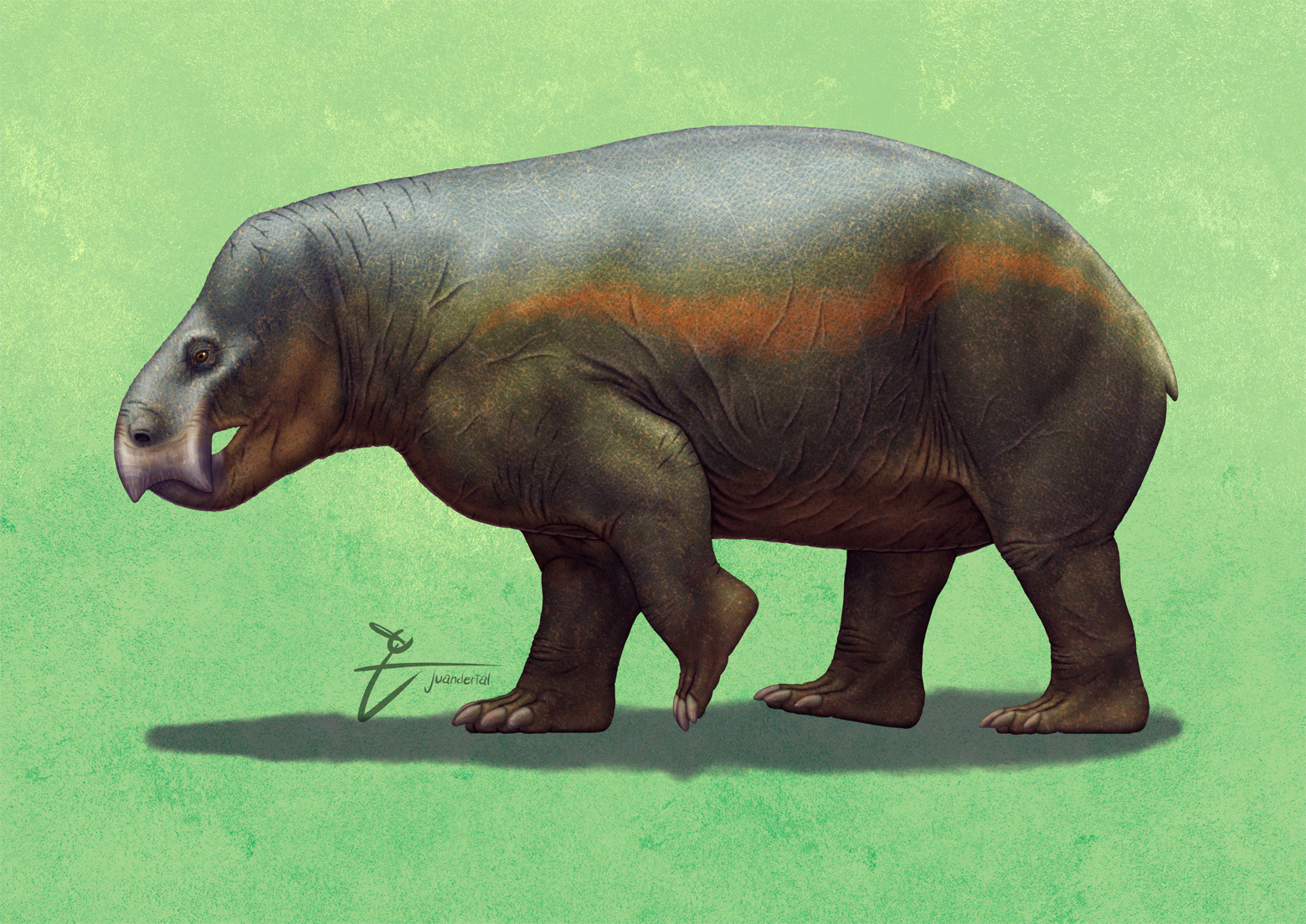
Lisowicia bojani – přibližná rekonstrukce vzezření

Lisowicia je v současnosti nejmladším známým prokazatelným dicynodontem vůbec, navíc je zdaleka největším známým zástupcem celé této skupiny. Představuje také největšího známého nedinosauřího obratlovce, žijícího v období svrchního triasu. Délka těla těchto obřích synapsidů byla autory popisné studie odhadnuta asi na 4,5 metru, výška v nejvyšším bodě hřbetu zhruba na 2,6 metru a hmotnost až na 9 tun. Jednalo se tedy o zvíře velikosti mohutného dospělého slona afrického. Před objevem tohoto druhu se paleontologové domnívali, že dicynodonti dorůstali maximálně velikosti současného nosorožce (hmotnosti zhruba do 3 tun).
Fosilní kosti tohoto druhu vykazují stálý růst, který nebyl v žádném bodě vývoje rapidně přerušen nebo ukončen. Je proto zřejmé, že stejné evoluční trendy, které favorizovaly velké až obří druhy dinosaurů na konci triasového období, byly „ve hře“ také u těchto pozdně triasových synapsidů. Končetiny lisowicie byly pro účel lepší podpory velkého a těžkého těla plně vzpřímené pod tělem. V červnu 2019 byla publikována studie o objemovém 3D modelu tohoto tvora, podle které byla ve skutečnosti lisowicia poněkud menší (průměrná hmotnost dosahovala „jen“ asi 5,88 tuny, oproti maximální udávané hmotnosti 9,33 tuny v původní popisné studii).

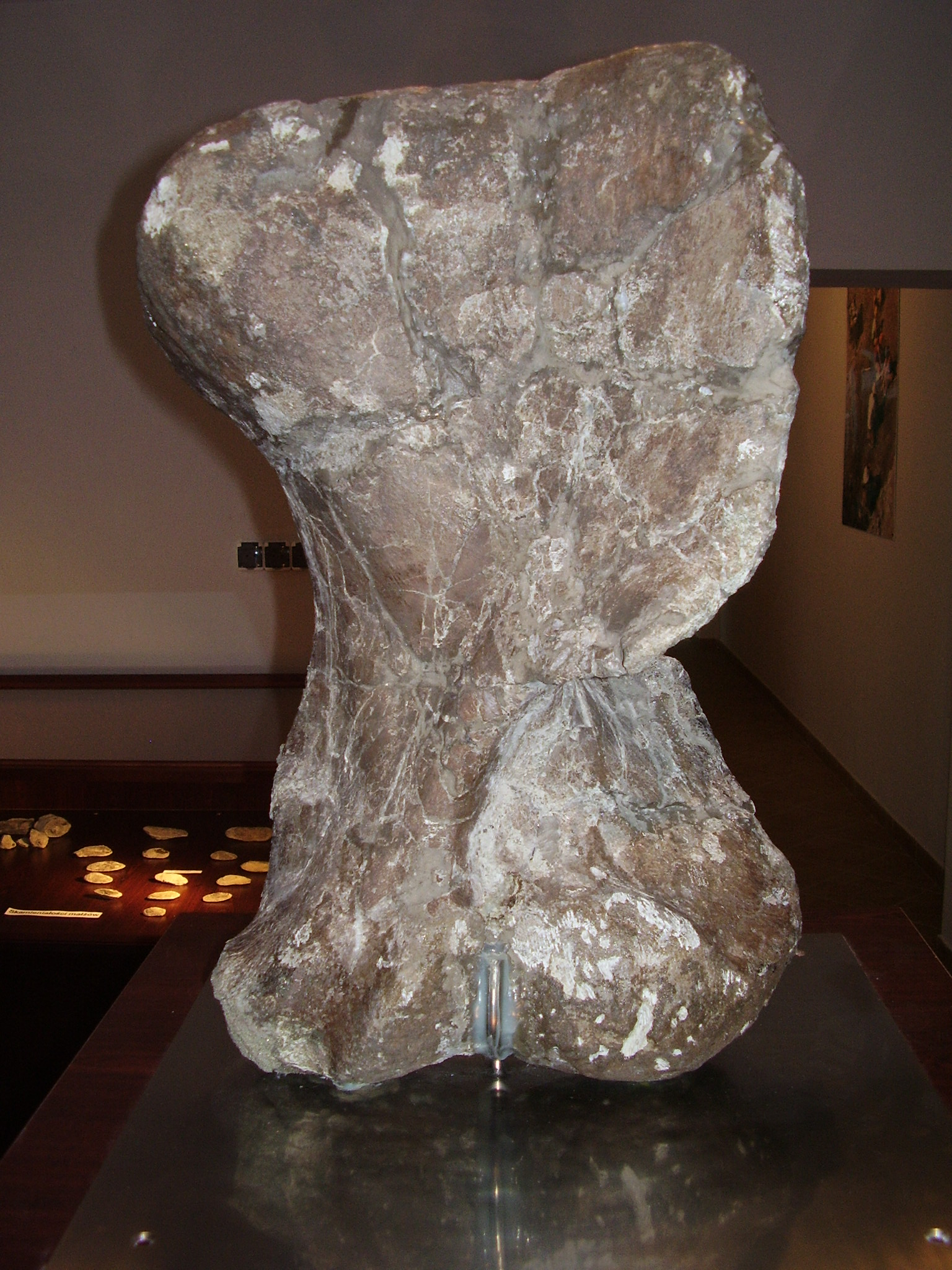
Fosilní kost lisowicie.

## Paleoekologie
Predátorem tohoto velkého savcovitého plaza mohl být například až 6 metrů dlouhý dravý archosaur druhu Smok wawelski, formálně popsaný roku 2012 ze stejné paleontologické lokality.